# 阿努尔福·阿里亚斯·马德里
阿努尔福·阿里亚斯·马德里博士（西班牙語：Arnulfo Arias Madrid，1901年8月15日—1988年8月10日）巴拿马的政治家、医生、作家，三次担任巴拿马总统。他三次任总统都是被军事政变推翻。

## 生平
阿里亚斯出生于巴拿马西部科克莱省主要城镇佩诺诺梅。父母为安东尼奥·阿里亚斯和卡门·马德里，兄长阿莫迪奥·阿里亚斯·马德里曾在1932-1936年任巴拿马总统。
阿里亚斯在哈佛大学学习医学和外科手术，后成为精神病学、妇产科和内分泌专家。1925年，阿里亚斯回到巴拿马，领导民族主义组织爱国主义集体行动。1931年，他與阿莫迪奥领导政变废黜了自由党总统弗洛伦西奥·哈莫迪奥·阿罗塞梅纳:284。第二年，他帮助自己的哥哥哈莫迪奥·阿里亚斯成为总统，自己在政府中负责外交职位。1940年阿里亚斯以前所未有的多数支持率当选总统，上任后不久，阿里亚斯颁布新宪法，首次给予妇女选举权。1941年10月他的首届政府在一次美国支持的政变中被推翻。 
他在1948年再次竞选总统失败，但在一年后国民议会却宣布他赢得选举，上任后他中止宪法，建立了一个秘密警察部队。1951年他再次被政变推翻。他于1964年竞选失败，1968年获得五党联盟支持再次当选总统。10月上任，他设法控制立法机关和最高法院，并重组国民警卫队，要求国民警卫队司令奥马尔·托里霍斯转任外交职务。托里霍斯发动政变，成立军事委员会，他第三次被推翻，只担任了11天的总统，在10月11日午夜逃到美国控制的运河区，后被送到佛罗里达的迈阿密。而他93岁的母亲因睡在楼上，毫无所觉的睡到天亮，也未受到伤害。
在美国的压力下，托里霍斯允许阿里亚斯于1978年回到巴拿马。流亡时，阿里亚斯创建的巴拿马主义党中一部分成员转而支持托里霍斯政府，而支持阿里亚斯的党的多数成员则被称为“真正巴拿马主义党”（Panameñista Party）。
1984年，83岁的阿里亚斯再次竞选总统，民调显示阿里亚斯遥遥领先时，军方领袖曼努埃尔·诺列加却操纵选举结果并宣布其支持的候选人尼古拉斯·阿迪托·巴莱塔赢得选举。在军方的压迫下，阿里亚斯再次逃到佛罗里达。
1988年8月10日上午，过五天就是他的87岁生日时，阿里亚斯在迈阿密科勒尔盖布尔斯家中看电视时去世。遗体运回巴拿马市，葬于帕克·勒费弗（Parque Lefevre）的查顿德巴斯公墓。2012年1月7日遵从他的遗愿，墓地迁到他家乡科克莱省的阿里亚斯马德里家庭博物馆。
阿里亚斯创建的巴拿马主义党为了纪念他而在1990年改名为阿努尔福党（Arnulfista Party），2005年1月改回原名。阿里亚斯在前妻去世后，1964年与米雷娅·莫斯科索结婚，莫斯科索1999年当选为总统，成为巴拿马第一位女总统。